# Yên Hoa
Yên Hoa là một xã thuộc tỉnh Tuyên Quang, Việt Nam.
Xã Yên Hoa có diện tích 58,08 km², dân số năm 2006 là 4.538 người, mật độ dân số đạt 78 người/km².